# تشين يانج
تشين نينج يانج (بالصينية: 楊振寧) هو عالم فيزيائي أمريكي من أصل صيني حاز على جائزة نوبل للفيزياء عام 1957 بالاشتراك مع تسونج لي .
ولد تشين يانج في 1 أكتوبر 1922 في زيننج بالصين .

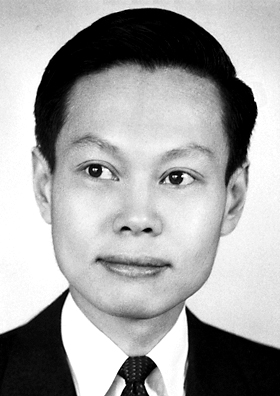
يانغ تشن نينغ في عام 1957

تعلقت أبحاث يانج ب الميكانيكا الإحصائية ووالجسيمات الأولية . وحاز يانج بالمشاركة مع تسنج لي غلى جائزة نوبل عن بحوثهما واكتشاف عدم انحفاط التجانس parity nonconservation بفعل القوة الضعيفة . حصل يانج على الجنسية الأمريكية عام 1964 .

## روابط خارجية
- تشين يانج على موقع الموسوعة البريطانية (الإنجليزية)
- تشين يانج على موقع مونزينجر (الألمانية)
- تشين يانج على موقع إن إن دي بي (الإنجليزية)